# Karl Boès
Karl Boès (Boos, 21 janvier 1864 - Meudon, 7 février 1940) est un éditeur français.

## Biographie
Karl Boès (né Charles Jules Potier) fonde Le Courrier libre, journal littéraire à Paris en 1888.
En avril 1900, après la mort de Léon Deschamps survenue le 28 décembre 1899, son fondateur et directeur, la revue La Plume est reprise par Karl Boès. Il y publie en particulier les contributions du poète Saint-Pol-Roux.
D'aucuns jugent[Qui ?] que la mort de Léon Deschamps précipita le déclin de La Plume. Sans doute fut-il, comme Alfred Vallette, un excellent directeur de revue. Car s'il fallait rendre hommage à Karl Boès, fort est de constater que La Plume eut, sous sa direction, quelques numéros remarquables.
Karl Boès mit la revue La Plume au service de la défense de Laurent Tailhade en diffusant le 11 octobre 1901 le texte d'une protestation ainsi libellée :
« Mon cher confrère,
Une grave condamnation vient d'être prononcée par les juges de la 9e chambre contre notre confrère Laurent Tailhade.
Pour un écrivain, la liberté de penser ne saurait se comprendre sans la liberté d'écrire.
Nous vous demandons donc très instamment de protester avec nous contre cette atteinte à la liberté de penser...
Les soussignés, écrivains et artistes, ne jugeant pas l'article incriminé mais agissant au nom des droits de la Pensée, protestent énergiquement contre la condamnation de leur confrère Laurent Tailhade. »
Parmi les signataires figurent de grands noms comme Paul Adam, Alphonse Allais, Félix Fénéon ou encore Émile Zola.
Karl Boès suspend la parution de La Plume durant l'été 1905. Elle reparut en 1911 avec une nouvelle équipe et son dernier numéro sortit en janvier 1914.
Il habitait 37 rue Scheffer (16e arrondissement de Paris), dans une maison de nos jours disparue.

## Écrits
- Les Opales, prologue musical par Vincent d'Indy, Paris, Librairie de l'art indépendant, 1893.